# Адеишвили, Зураб Шалвович
Зураб Шалвович Адеишвили (груз. ზურაბ შალვას ძე ადეიშვილი; род. 27 июля 1972) — грузинский и украинский государственный деятель. Юрист. Ближайший соратник Михаила Саакашвили.

## Биография

### Карьера в Грузии
В 1994 году окончил юридический факультет Тбилисского государственного университета имени Иване Джавахишвили (ТГУ), в 1999 году — юридический факультет Гронингенского королевского университета.
С 1996 по 1998 год — ведущий специалист аппарата юридического комитета Парламента Грузии. С 1998 по 1999 год работал юристом в частной юридической компании «Окруашвили и партнёры». В 1999 году — исполнительный директор НПО «Ассоциации Правового Образования».
С 1999 по 2003 год — депутат Парламента Грузии от правящей политической партии «Союз Граждан Грузии», член Совета Юстиции Грузии, председатель парламентского комитета по юридическим вопросам, законодательству и административной реформе. С 2002 года — один из активных членов Единого национального движения.
После «революции роз» и прихода к власти Михаила Саакашвили, в 2003 году занял пост министра юстиции. В 2004 году назначен министром государственной безопасности. С июня 2004 по январь 2008 — генеральный прокурор Грузии. С января по октябрь 2008 года — глава администрации президента Грузии. С 2008 по 2012 год повторно занимал пост министра юстиции Грузии.
После проигрыша Михаила Саакашвили на выборах 1 октября 2012 года, Адеишвили, как и большинство членов команды бывшего президента, покинул территорию Грузии.

### Карьера на Украине
В декабре 2014 года в прессе обсуждался вопрос его назначения Президентом Украины на должность министра МВД или Антикоррупционного бюро. В начале 2015 года Адеишвили был советником Правительства Украины.

### Уголовное преследование
После отставки с поста министр юстиции против Адеишвили возбуждено несколько уголовных дел. Он подозревается в присвоении чужого имущества, в организации и участии в пытках. Он объявлен в международный розыск.
Грузия обратилась в Интерпол с просьбой объявить Адеишвили в розыск, в ноябре 2013 года обращение было удовлетворено и он был включён в так называемый «красный циркуляр». В апреле 2015 года Интерпол прекратил его розыск.
Проживает на территории Украины. На обращение правительства Грузии о его экстрадиции Украина ответила отказом.

## Награды
- Нагрудный знак «Почётный работник Прокуратуры Азербайджанской Республики» (2007 год) — за большие заслуги в организации, осуществлении и развитии правовой базы плодотворного сотрудничества между генеральными прокуратурами Грузии и Азербайджана[3].